# Centre de l'harmonie
Le Centre de l'harmonie (en letton, Saskaņas Centrs, abrégé en SC et en russe : Центр согласия) est un parti politique de gauche, en Lettonie, créé en 2005 et fondu dans le Parti social-démocrate « Harmonie » en 2014.

## Histoire
Le Centre de l'harmonie est une alliance entre deux anciens partis pro-russes :
- le LSP, Latvijas Sociālistīskā partija (Parti socialiste de Lettonie) ;
- le TSP, Tautas Saskaņas partija (Parti de l'harmonie nationale).

Il regroupe aussi :
- Jaunais Centrs (« Nouveau Centre »), créé par Sergejs Dolgopolovs après son exclusion du TSP (15 décembre 2003) ;
- Daugavpils Pilsētas Partija (parti local de Daugavpils).

Il s'est présenté aux élections législatives de 2006, en obtenant 17 députés sur 100 au Saeima, avec 14,43 % des voix. En 2011, il représentera environ 28,37 % des suffrages avec 31 sièges au parlement.
Son président depuis l'automne 2005 est le journaliste Nils Ušakovs.
Ils étaient alliés en mai 1998, sous le nom de PCTVL, avec un autre parti dénommé : 
- Līdztiesība (Égalité des droits) de Tatjana Ždanoka.

Ces trois partis étaient principalement russophones. Ils gagnèrent 16 députés (sur 100) aux élections de 1998 et 25 aux élections de 2002, mais cette alliance se défit et le PCTVL n'avait plus que 6 députés en 2004.
Aux élections  européennes de 2009 le Centre de l'harmonie remporte 19,5 % des voix et obtient deux sièges des députés européens, Alfrēds Rubiks et Aleksandrs Mirskis. Rubiks siège au groupe confédéral Gauche unitaire européenne/Gauche verte nordique (GUE/NLG), Mirskis au groupe S&D.

## Dirigeants
- Nils Ušakovs (2005-2014)

## Résultats électoraux

### Élections parlementaires
| Année | Députés  | Votes   | %     | Rang | Gouvernement |
| ----- | -------- | ------- | ----- | ---- | ------------ |
| 2006  | 17 / 100 | 130 887 | 14,42 | 4e   |              |
| 2010  | 29 / 100 | 251 397 | 26,04 | 2e   |              |
| 2011  | 31 / 100 | 259 749 | 28,43 | 1er  |              |

### Élections européennes
| Année | Députés | Votes   | %     | Rang | Groupe         |
| ----- | ------- | ------- | ----- | ---- | -------------- |
| 2009  | 2 / 8   | 154 894 | 19,57 | 2e   | S&D et GUE/NGL |